# Comté de Greene (Arkansas)
Pour les articles homonymes, voir Comté de Greene.
Le comté de Greene est un comté de l'État de l'Arkansas aux États-Unis. Au recensement de 2010, il comptait 42 090 habitants. Son chef-lieu est Paragould.

## Démographie
| 1840  | 1850  | 1860  | 1870  | 1880  | 1890   |
| ----- | ----- | ----- | ----- | ----- | ------ |
| 1 586 | 2 593 | 5 843 | 7 573 | 7 480 | 12 908 |

| 1900   | 1910   | 1920   | 1930   | 1940   | 1950   |
| ------ | ------ | ------ | ------ | ------ | ------ |
| 16 979 | 23 852 | 26 105 | 26 127 | 30 204 | 29 149 |

| 1960   | 1970   | 1980   | 1990   | 2000   | 2010   |
| ------ | ------ | ------ | ------ | ------ | ------ |
| 25 198 | 24 765 | 30 744 | 31 804 | 37 331 | 42 090 |